# Landbrugspakken 2016
Landbrugspakken fra 2016, også omtalt som fødevare- og landbrugspakken, er baseret på en politisk aftale, som den daværende Venstre-regering indgik i december 2015 med Liberal Alliance, Dansk Folkeparti og Det Konservative Folkeparti.
Pakken, der har som hensigt at skabe bedre rammer for fødevare- og landbrugssektoren, omfatter 30 forskellige initiativer inden for fem hovedområder:
- Bæredygtigt grundlag
- Øget råvaregrundlag
- Styrket konkurrenceevne
- Udvikling af fremtidens fødevareproduktion
- Fremsynet eksportindsats[2]

| Citat | Med aftalen er regeringen og aftaleparterne enige om at gennemføre et paradigmeskift for miljøreguleringen af landbruget, som i fremtiden skal være målrettet og baseret på en vurdering af lokale behov, så der sættes ind, hvor der er brug for det. | Citat |
|       | |       |

Paradigmeskiftet bestod i 30 forskellige initiativer, der har som mål at forbedre fødevareerhvervenes konkurrenceevne. Aftalen havde som konsekvens, at randzonerne afskaffedes, ligesom landmændene fik tilladelse til at gødske mere end den tidligere lovgivning tillod. Allerede fra 2016 var det således tilladt at tilføre 20 procent mere kvælstof til afgrøderne end hidtil. Som kompensation for miljøkonsekvenserne havde partierne bag landbrugspakken aftalt at indføre en ny såkaldt målrettet regulering, hvor miljøkravene differentieredes med udgangspunkt i de enkelte landbrugs beliggenhed. De fleste eksperter var enige i, at dette er et godt princip, men flere har udtrykt bekymring, fordi reguleringsmekanismen først ville virke nogle år efter indførelsen. 

## Baggrund
De hidtidige krav til begrænsning i gødskningen kostede ifølge landbrugsorganisationerne landbruget op mod 1,8 milliarder kroner om året i tabt indtjening. Landbrugspakken skulle kompensere for på dette tab, og daværende miljø- og fødevareminister Eva Kjer Hansen fra Venstre havde på flere samråd oplyst Folketinget om, at den samtidig ville være gavnlig for miljøet. Ministeren havde i denne sammenhæng udleveret en beregningsmodel, som viste, at mængden af kvælstof i havene ville blive reduceret i alle årene fra 2016 til 2021.. Flere forskere kritiserede imidlertid beregningsgrundlaget, hvorefter en gennemgang af regnskabet i Berlingske i februar 2016 afslørede, at Miljø- og fødevareministeriets embedsmænd havde sammentalt flere tidligere års effekter sammen i den såkaldte baseline for 2016.. Denne metode er af vandbiologer blevet omtalt som "kreativ bogføring".. Andre forskere mener dog, at metoden kan forsvares.

## Forhandlingsforløb
På baggrund af eksperternes vurderinger udviklede forhandlingerne om aftalen sig til en stærk kritik af Eva Kjer Hansen, som efter et nyt samråd i Folketinget måtte konstatere, at de konservative ikke længere havde tillid til hende. Partiet stemte dog for lovforslaget (L68/2016) den 25. februar 2016, da det fik løfte om, at der senere ville blive forelagt et forslag til lov om kompenserende foranstaltninger.
Da "rød blok" tilsluttede sig de konservatives kritik, valgte ministeren efter nogle dages betænkningstid at træde tilbage fra posten og blev afløst af partifællen Esben Lunde Larsen.. Dette forløb omtales ofte som kvælstofsagen i medierne.
De kompenserende foranstaltninger blev vedtaget i Folketinget den 20. maj 2016 af forligskredsen i form af den såkaldte naturpakke.

## Kritik
Oppositionen, en række eksperter og Danmarks Naturfredningsforening har anført, at landbrugspakken forstørrer et problem med iltsvind, som er forårsaget af, at spildevand fra boliger og overskydende gødning fra markerne siver ud i vandmiljøet. Især udledning af fosfor og kvælstof skaber problemer for vandmiljøet i søer og åer. Kritikerne hævder også, at landbrugspakkens "paradigmeskift" er hastet igennem lovgivningsprocessen og baseret på ensidige oplysninger fra organisationen Bæredygtigt landbrug, som Ida Auken har betegnet som "en ekstremistisk forening, der opfinder deres egne fakta, som de ikke kan dokumentere." Denne forening har via sin advokat tilbagevist kritikken, blandt andet med argumentationen:"30 års massiv reduktion af kvælstofudledningen (kan) selvfølgelig ikke sættes over styr af en teoretisk, kortvarig, marginal forøgelse af kvælstofudledningen."
EU-kommissionen har i en skrivelse til miljø- og fødevareminister Esben Lunde Larsen forespurgt om mulige brud på tre EU-direktiver: Vandrammedirektivet, nitratdirektivet og habitatdirektivet.
| Citat | EU-Kommissionens henvendelse til den danske regering indeholder en meget klar redegørelse for, at der er flere klart direktivstridige forhold, som Danmark nu skal redegøre for,« siger professor i miljøret Ellen Margrethe Basse fra Aarhus Universitet. | Citat |
|       | |       |

Denne skrivelse åbner muligheden for, at Danmark bliver indklaget for EU-Domstolen for at krænke traktaten.